# Собор Петра и Павла (Петергоф)
Собо́р Свя́тых Апостолов Петра́ и Па́вла — православный храм в Петергофе. Расположен в Новом Петергофе, на берегу Ольгина пруда, на Санкт-Петербургском проспекте, вблизи дворцово-паркового ансамбля «Петергоф».
Храм относится к Санкт-Петербургской епархии Русской православной церкви, является центром Петродворцового благочиния. Настоятель — протоиерей Михаил Терюшов.

## История
Первым с ходатайством о строительстве нового храма в Петергофе в 1892 году обратился заведующий придворным духовенством протопресвитер Иоанн Янышев. Ходатайство было вызвано тем, что, несмотря на большое количество церквей, в городе не было храма, способного вместить большое количество прихожан — рядовых жителей.
Ходатайство через министра Иллариона Воронцова-Дашкова дошло до Александра III, который лично определил место около Царицынского (Ольгина) пруда.

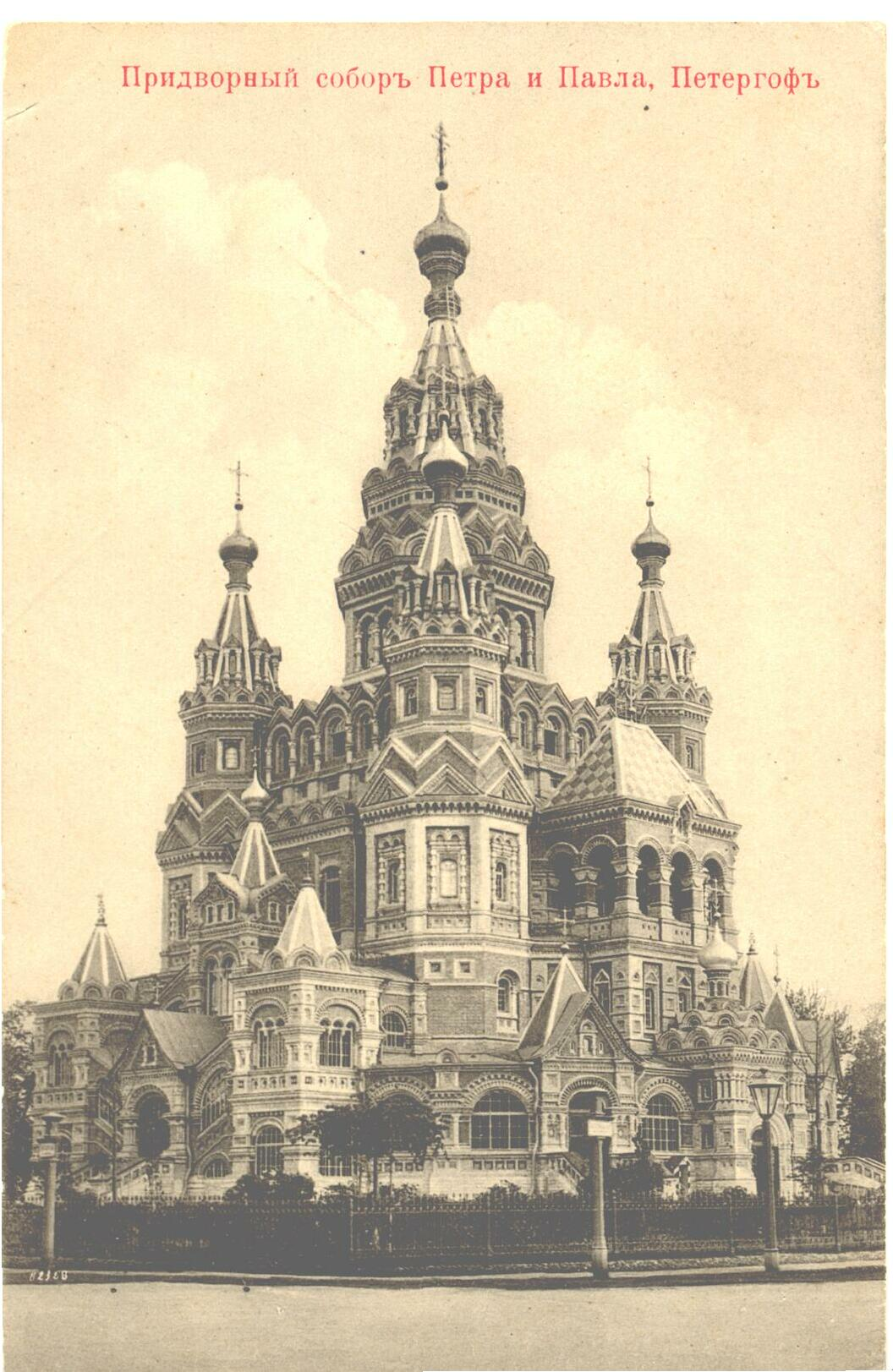
Фото 1910-х годов

На конкурс были назначены императором архитекторы Леонтий Бенуа, Николай де Рошефор, А. И. Семёнов и Николай Султанов. Весной 1893 года Александр III утвердил проект храма, разработанный Султановым.
В 1894 год начаты подготовки к строительству храма: вырыт котлован, устроены временные сараи и дом чертёжника.
Закладка храма протопресвитером придворного духовенства Иоанном Янышевым состоялась 25 июля (6 августа) 1895 года. Работами руководил архитектор Василий Косяков. Строительство собора велось на средства министерства императорского двора. За четыре года было возведено само здание, затем три года шли штукатурные работы, работы по отоплению и вентиляции. Последние два года производилась роспись храма, устройство иконостаса. Вокруг храма был разбит сквер. Тогда же были построены здания церковно-приходской школы, котельной и электростанции.
Освящён собор был 12 (25) июня 1905 года тем же протопресвитером Иоанном Янышевым в присутствии императорской семьи. Боковые приделы во имя святого Александра Невского и преподобной Ксении были торжественно освящены в один день — 28 августа (10 сентября) 1905 года. Придел святого Александра Невского был освящён пресвитером собора Зимнего дворца протоиереем Николаем Кедринским, а придел преподобной Ксении был освящён сакелларием собора Зимнего дворца протоиереем Петром Благовещенским.
Храм был причислен к придворному ведомству. К собору была приписана находившаяся на Торговой площади каменная часовня преподобного Иосифа Песнописца, построенная в 1868 году (архитектор Николай Бенуа), разрушенная в 1957 году.
После революции стал приходским собором. В 1922—1937 годах в нём находилась кафедра епископа Петергофского Николая (Ярушевича).
В 1938 году собор был закрыт. Предполагалось взорвать храм. В 1941 году была содрана облицовка глав.
Как и многие другие памятники Петергофа, здание сильно пострадало во время войны. Северная часть собора была разрушена в связи с тем, что в храме находился немецкий корректировщик, следивший за передвижением советских кораблей. Его пытались сбивать.
После войны здание храма использовалось под склад тары.
В 1972 году собор был взят на учёт, а в 1974 году — под охрану государства как памятник истории и культуры.
В том же году были установлены строительные леса для проектных работ, которые выполнялись архитектором-реставратором Е. П. Севастьяновым. К 1980 году были установлены купола, а к 1987 году были завершены все работы по реставрации фасадов, которые проводило Ленинградское объединение «Реставратор». Предполагалось устроить в храме музей или концертный зал.
В 1989 году петергофская община, собранная петергофским художником Сергеем Спицыным, добилась возвращения храма церкви.
С 1990 года шёл ремонт собора, было произведено осушение подвалов, восстановление водоснабжения, электричества, очищен церковный двор. В соборе была открыта церковно-приходская школа и благотворительный центр при храме. В интерьерах собора старые росписи были законсервированы до времени их возможной реставрации, собор был расписан заново. По старым фотографиям был восстановлен иконостас.
9 июля 1994 года храм был освящён патриархом Алексием II.

## Архитектура и убранство

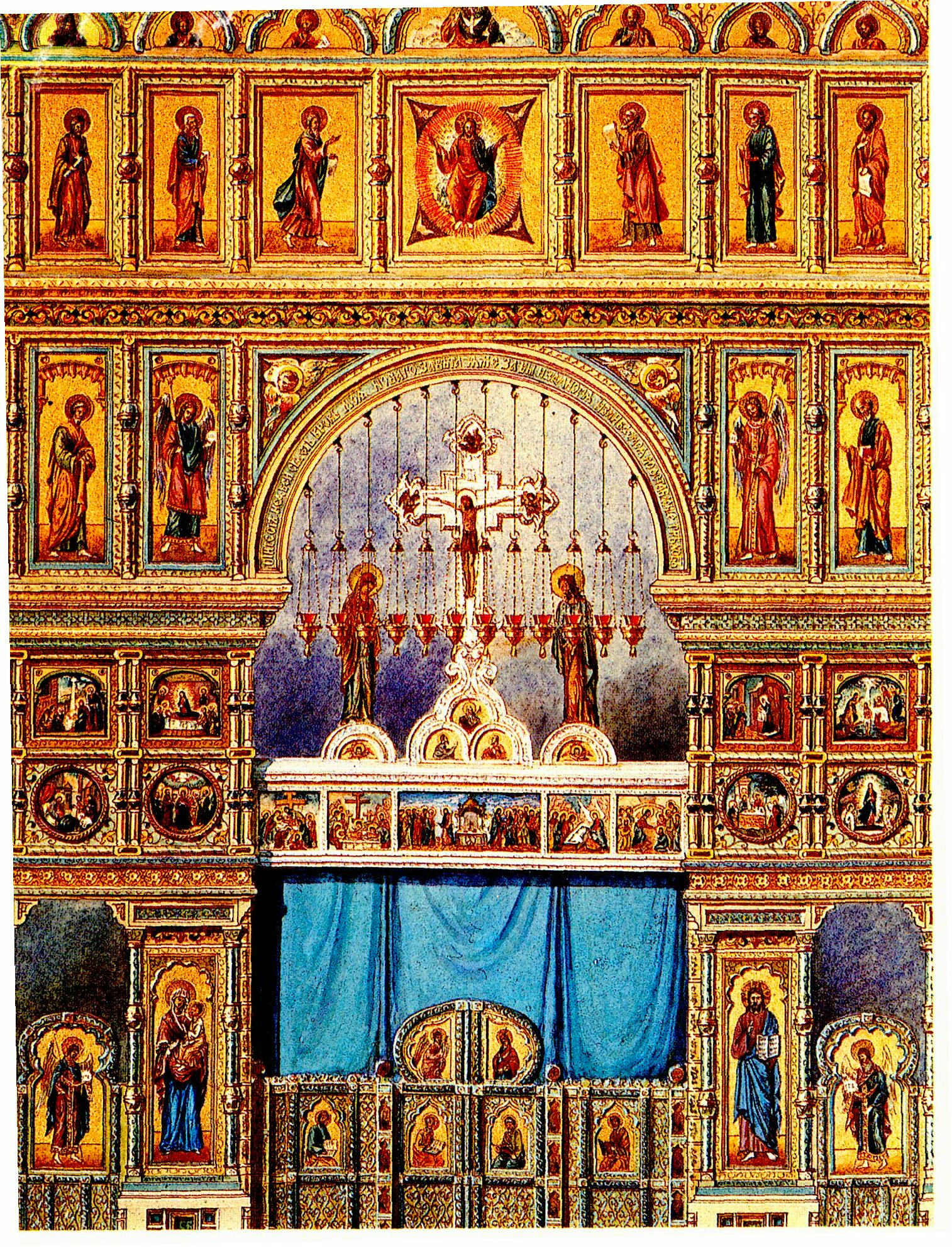
Иконостас

Собор был построен в формах русского зодчества XVI—XVII веков. Рассчитан на 800 человек.
Внешне храм имеет пирамидальную форму и увенчан пятью шатровыми главами. Его высота составляет около 70 метров.
Стены, облицованные тёмно-красным и светло-жёлтым кирпичом и поливными изразцами, украшены колонками из песчаника и изразцами. Апсиды оформлены глухими колончатыми аркатурами.
На фасадах были помещены иконы святых — покровителей членов императорской фамилии.
Собор окружён крытой галереей, в которой имеются специальные помещения для освящения яиц, куличей и пасхи. У каждого из четырёх входов были спроектированы сени для верхней одежды. На боковых фасадах расположены лестницы на хоры. У главного входа прилегают шатровая звонница, часовня и два крыльца. Вход в часовню украшен арочным порталом из тесового камня.
Для того, чтобы освещать внутренние помещения в шатрах, были сделаны окна. Они используются в настоящее время в туристических целях, так как из окон открывается красивый вид на окрестности: Санкт-Петербург, Бабигон, Кронштадт и другие. Между шатрами расположена галерея.
Главный престол был освящён во имя святых первоверховных апостолов Петра и Павла; южный придел — во имя преподобной Ксении Миласской; северный придел — во имя святого благоверного князя Александра Невского. В 1990 году был устроен придел блаженной Ксении Петербургской.
Роспись интерьера исполнили палехские иконописцы и московские мастера Н. М. Сафонов и В. И. Колупаев.
Главный майоликовый иконостас был сделан по образцу иконостаса православной греческой церкви Святого Георгия в Венеции. В центре на широком тябле в большой арке находилось серебряное Распятие с предстоящими.
Иконостасы приделов и часовни были изготовлены из белого каррарского мрамора. Образа для иконостасов были написаны на бронзовых досках В. П. Гурьяновым.
В северо-восточной части храма была устроена исповедальня; в северо-западной — «часовня для покойников».
В часовне собора имелись лишь два захоронения — генерал-майора Дмитрия Фёдоровича Трепова (1855—1906), над могилой которого находилась мраморная надгробная плита, и его супруги Софьи Сергеевны Треповой, скончавшейся в 1915 году. В конце 1930-х годов их захоронения были вскрыты властями, а останки вывезены в неизвестном направлении (из гроба Д. Ф. Трепова была изъята сабля).

## Духовенство
| Настоятели собора                | Настоятели собора                                        |
| Даты                             | Настоятель                                               |
| -------------------------------- | -------------------------------------------------------- |
| 12 июня 1905 — 10 октября 1906   | протоиерей Владимир Александрович Налимов (1857—1909)    |
| 30 октября 1906 — сентябрь 1918  | протоиерей Михаил Андреевич Дьяконов (1880 — после 1935) |
| 20 ноября 1918 — 14 декабря 1919 | иеромонах Николай (Ярушевич)                             |
| 1920 — весна 1934                | протоиерей Вячеслав Васильевич Изумрудов (1873—1934)     |
| май 1934 — 13 декабря 1937       | протоиерей Иоанн Фёдорович Горемыкин (1869—1958)         |
| 1938—1989                        | период закрытия                                          |
| январь 1990 — март 1990          | протоиерей Виктор Иосифович Грозовский (1934—2008)       |
| 11 марта 1990 — август 1990      | священник Стефан Курьянов                                |
| 1 сентября 1990 — июнь 1991      | священник Анатолий Кочмарук                              |
| июнь 1991 — 14 декабря 1992      | священник Григорий Владимирович Ковальчук (род. 1956)    |
| 14 декабря 1992 — июль 1996      | протоиерей Владимир Александрович Фортунатов (род. 1949) |
| 29 июля 1996—2013                | протоиерей Александр Васильевич Кудряшов (род. 1936)     |
| 2013 — октябрь 2017              | протоиерей Павел Александрович Кудряшов (род. 1975)      |
| октябрь 2017 — настоящее время   | протоиерей Михаил Терюшов                                |

В 1990—1995 годах настоятелем собора официально являлся митрополит Санкт-Петербургский и Ладожский Иоанн (Снычёв), и до 1992 года туда для служения командировались священники из Санкт-Петербурга, а протоиерей Владимир Фортунатов числился «исполняющим обязанности настоятеля». Все они внесены в данный список.